# جو تسلیم
جو تسلیم (اندونزیایی: Joe Taslim؛ زادهٔ ۲۳ ژوئن ۱۹۸۱) یک مانکن، هنرپیشه، و رزمی‌کار اهل اندونزی است. وی از سال ۱۹۹۷ میلادی تاکنون مشغول فعالیت بوده‌است.
از فیلم‌ها یا برنامه‌های تلویزیونی که وی در آن نقش داشته‌است می‌توان به یورش:رستگاری، سریع و خشمگین ۶ , مبارز و فراتر از پیشتازان فضا اشاره کرد.
او‌ همچنین برای ایفای نقش ساب‌زیرو‌‌ در‌ ریبوت‌‌ مورتال کمبت‌(2021)،انتخاب شده است